# یغیشه وارطانیان
یغیشه گئورگی وارطانیان (ارمنی: Եղիշե Գևորգի Վարդանյան؛ زادهٔ ۹ مهٔ ۱۹۰۵ - درگذشته ۱۱ اوت ۱۹۵۸) یک سیاستمدار اهل ارمنستان که از تاریخ ۳۰ مارس ۱۹۴۷ تا تاریخ ۹ مه ۱۹۵۲ سمت شهردار ایروان را برعهده داشت.

## زندگی‌نامه
در ۹ مهٔ ۱۹۰۵ در خوشگیالدی به دنیا آمد . وی همچنین برنده نشان برجسته افتخار، نشان ستاره سرخ، مدال دفاع از قفقاز و مدال شجاعت کار شده است. وی در ۱۱ اوت ۱۹۵۸ در سن ۵۳ سالگی در ایروان درگذشت.